# Darnell Hillman
Darnell « Dr. Dunk » Hillman, né le 29 août 1949 à Sacramento, en Californie, est un ancien joueur américain de basket-ball. Il évolue aux postes d'ailier fort et de pivot.

## Biographie
Son maillot numéro 45 a été retiré par les Spartans de San Jose State le 4 février 2012, au côté de ceux de Ricky Berry (n°34) et Olivier Saint-Jean (n°3).

## Palmarès
- Champion ABA 1972, 1973